# 佐々木涼子
佐々木 涼子（ささき りょうこ、1944年7月8日 - ）は、日本の文学研究者、フランス文学者、舞踊評論家。
東京女子大学名誉教授。専門はマルセル・プルースト、舞踊論。

## 来歴
石川県金沢市生まれ。作家・杉森久英の長女。子ども時代にバレエを習い始め、のち日本舞踊を修める。1967年東京大学仏文科卒、1970年同大学院修士課程修了、博士課程中退。77年には東京女子大学助教授、のち教授。
2007年まで数年間、NHK経営委員を務めた（任期満了で退任）。
2024年4月、瑞宝小綬章を受章

## 著書
- 『ロマネスク誕生 プルーストの文学をめぐる七章』芸立出版 1991
- 『これだけは見ておきたいバレエ』新潮社 (とんぼの本) (瀬戸秀美写真)　1996
- 『世界のバレエを見てまわる』新書館(エトワールブックス)　2000
- 『魅惑のとき Ballet dancers』あんず堂 2000
- 『バレエの宇宙』文春新書、2001
- 『バレエの歴史 フランス・バレエ史 宮廷バレエから20世紀まで』学習研究社 2008

### 翻訳
- ジャンヌ・シャンピヨン『シュザンヌ・ヴァラドン その愛と芸術』中條屋進共訳 西村書店 1998.12

## 注
1. 1 2  『バレエの宇宙』著者紹介、『文藝年鑑』
2. ↑  “令和6年春の叙勲 瑞宝小綬章等受章者（東京都）” (PDF).  内閣府. p. 4 (2024年4月29日). 2024年5月9日閲覧。